# Église Saint-Étienne de Pailhac
 (décembre 2017).
Si vous disposez d'ouvrages ou d'articles de référence ou si vous connaissez des sites web de qualité traitant du thème abordé ici, merci de compléter l'article en donnant les références utiles à sa vérifiabilité et en les liant à la section « Notes et références ».
L'église Saint-Étienne de Pailhac est une église catholique située à Pailhac, dans le département français des Hautes-Pyrénées en France.

## Localisation
L'église Saint-Étienne de Pailhac est située à l'extrémité sud ouest du village.

## Historique
L'église actuelle date de l'époque romane.
 
En 1687, un incendie détruit la totalité du village sauf l'église.
  
La nef est prolongée à l'ouest  par une sacristie au cours du XVIIIe siècle.
   
L'inscription au dessus de la baie indique la date de 1742 ainsi que les noms de l'évêque de Comminges, du curé et du consul de l'époque.
 
Des travaux de rénovation de l'église furent réalisés au XIXe siècle :
 
le couvrement de la nef en fausse voute et du chœur en faux cul-de-four date de cette époque.

## Architecture
L'église est bâtie suivant un plan habituel pour les églises romanes de la région :

Le plan de l'église de style roman, est simple.
 
C'est une nef unique prolongée au nord par une abside semi-circulaire et terminée au sud par un clocher-mur à deux baies.

La porte d'entrée  surmontée d'un tympan orné d'un chrisme (monogramme du Christ)
 
La cloche datée du XVIe siècle, porte une inscription en caractère gothique portant le nom des anciens seigneurs de Jézeau dont dépendait Pailhac

## Galerie

Sélection de vues diverses
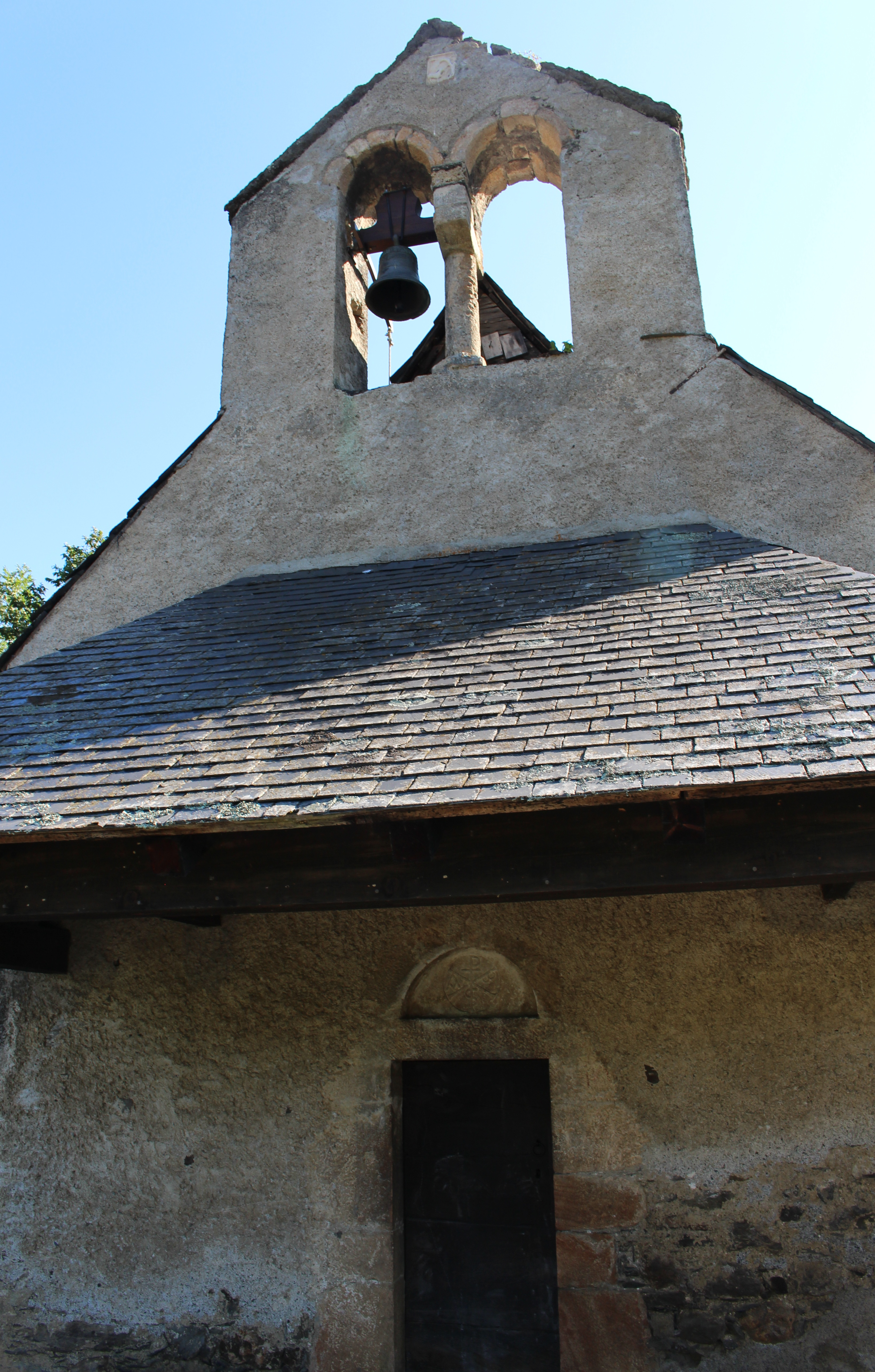
clocher
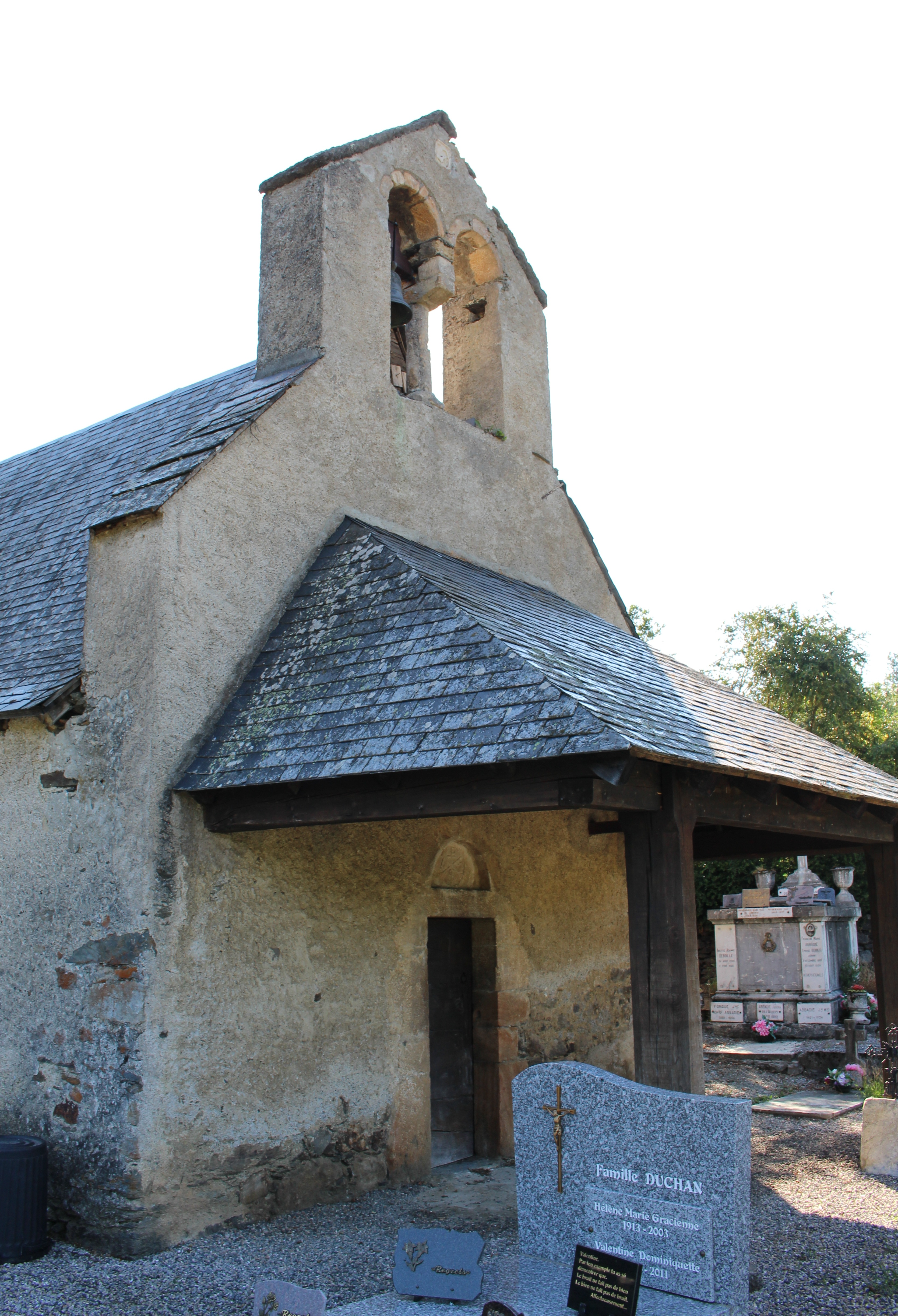
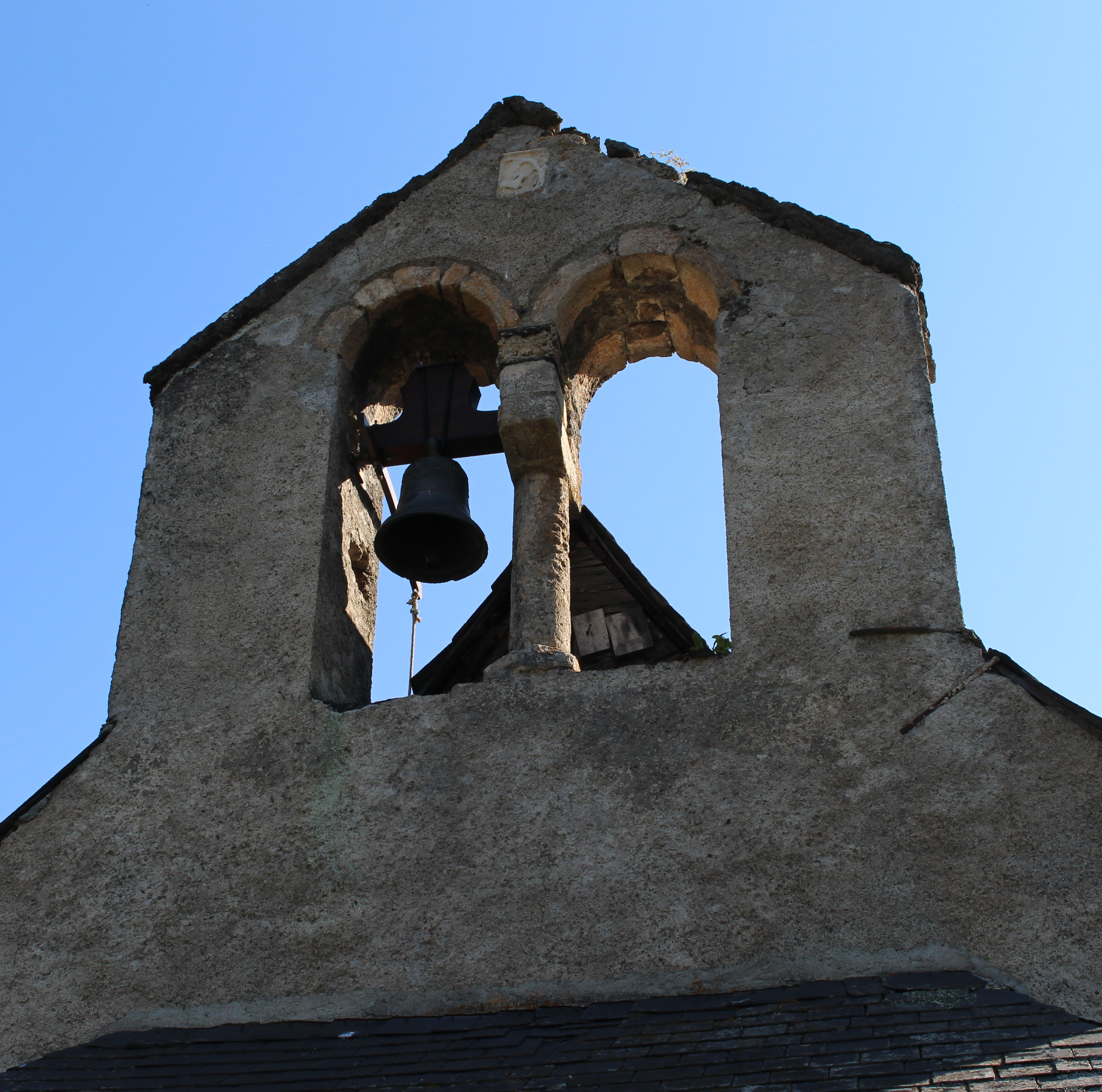
cloche